# Phantom (Disfear)
Phantom è un singolo del gruppo musicale svedese Disfear, pubblicato nel 2006.

## Tracce
1. Phantom
2. Left to Die
3. Everyday Slaughter